# Turkish Technic
Die Turkish Technic (Türk Hava Yolları Teknik Anonim Şirketi) ist eine Anbieterin für MRO-Dienstleistungen. Das Unternehmen mit Sitz in Istanbul ist zu 100 Prozent im Besitz der Turkish Airlines.

## Geschichte
Die Turkish Airlines wurde im Jahr 1933 als Devlet Hava Yolları gegründet. Erste Techniker wurden angestellt, waren jedoch Teil der damals kleinen Fluggesellschaft. Im Jahr 1957 wurde der erste gedeckte Hangar am Yeşilköy Flughafen (heute Istanbul Atatürk) in Betrieb genommen. So konnten die Wartungen effizienter durchgeführt werden, da die Techniker nun einen angenehmeren Arbeitsplatz hatten und die Halle mit neuen Geräten ausgestattet wurde. Die Leitung der Turkish Airlines bemerkte ziemlich schnell das Potential, Flugzeuge der Fluggesellschaften aus den Nachbarländern zu warten. Zwei Jahre später wurde eine Zusammenarbeit mit Lockheed International vereinbart. Von nun an begann man auch die Flugzeuge der Turkish Air Force und die Flugzeuge der türkischen Regierung zu warten. 1963 wurde die Halle am Flughafen Atatürk umgebaut, sodass sie auch Turboprop-Flugzeuge aufnehmen konnte. Im Laufe der Zeit wurden die Hangars erweitert und die Turkish Technic erhielt mehrere Auszeichnungen. Im Jahre 1999 begann die Turkish Airlines die Turkish Technic als eigene Firma aufzubauen. Ein zweiter Hangar wurde in Istanbul Atatürk gebaut. Um die Qualitätsstandards erhöhen zu können, wurden die Ausbildungen der Mitarbeiter verlängert und der Inhalt überarbeitet. Die neun Wartungshallen, die auf mehreren Flughäfen und der Türkei verteilt sind, wurden umgebaut und erweitert.
Im März 2006 wurde schließlich die Turkish Technic als 100-prozentige Tochtergesellschaft der Turkish Airlines gegründet.
2014 wurde der HABOM Hangar am Flughafen Sabiha Gökçen eröffnet. Somit verfügt Turkish Technic heute über drei Hangars in Istanbul sowie sechs weitere an weiteren türkischen Flughäfen.

## Geschäftsbereiche und Tochtergesellschaften

### Turkish Technic
Folgende Dienstleistungen bietet die Turkish Cargo an:
- Flugzeugwartung
- Aircraft On Ground Services
- Prüfung der Qualität der Flugzeugbauteile (NDT)
- Produktions- und Designdienstleistungen
- Ingenieursdienstleistungen
- Fahrwerk
- Flottenmanagement
- Ausbildungen für zahlreiche Berufe

Seit der Gründung der Turkish Technic bieten sie auf über insgesamt 576.000 m² Fläche mit 9 Hangars und modernen Einrichtungen A-, B-, C- und D-Checks für fast alle bekannten Flugzeugtypen an. Turkish Technic besitzt Zertifikate für folgende Flugzeugmodelle:
| Flugzeughersteller | Typ                                            |
| ------------------ | ---------------------------------------------- |
| Airbus             | A300, A310, A320-Familie, A330, A340           |
| Boeing             | 737 Classic, 737NG, 737MAX, 757, 767, 777, 787 |
| Cessna             | 172                                            |
| Gulfstream         | G-IV, GV-SP, G-IV-X                            |
| Bombardier         | CL- 600-2B19                                   |
| Diamond            | DA42                                           |

Neben den Wartungsarbeiten bieten sie verschiedene Dienstleistungen wie Kabinenerneuerung, Flugzeuglackierung, Line Maintenance und Business Jet Maintenance an. Einige Arbeiten werden durch die Tochterunternehmen der Turkish Technic durchgeführt.

### Tochtergesellschaften

#### Goodrich Turkish Technic
Das Goodrich Turkish Technic Service-Center wurde am 14. Dezember 2010 offiziell gegründet, nachdem am 15. Juli 2010 ein Joint Venture Vertrag zwischen Turkish Technic Inc. und der UTC Aerospace Systems Aerostructures Business Unit unterzeichnet wurde. Die Tochtergesellschaft gehört zu 60 % der Goodrich UTC Aerospace Systems Aerostructures Business Unit und zu 40 % der Turkish Cargo. Anfangs befand sich der Hauptsitz. Seit der Fertigstellung der Turkish Technic Hangars und anderen Einrichtungen am Flughafen Sabiha Gökçen (HABOM) führt das Unternehmen seinen Betrieb seit September 2014 fort. Als Hauptgeschäftsfeld bietet das türkische Goodrich Technic Service-Center die Reparatur, Wartung, Überholung und Modifikation von Schubumkehr- und Gondelsystemen für fast alle Arten von Triebwerken, die in Verkehrsflugzeugen eingesetzt werden, an.

#### Turkish Cabin Interior (TCI)
TCI (Turkish Cabin Interiors Inc) ist ein Joint Venture, dass von der TAI (Turkish Aerospace Industries; 50 %) und der Turkish Technic (50 %) 2010 gegründet wurde. Der Sitz der TCI befindet sich ebenfalls am Sabiha-Gökçen-Flughafen in den HABOM-Einrichtungen. Die TCI produziert aktuell Aircraft Galleys und plant, die Produktpalette in naher Zukunft ihr Sortiment zu erweitern.

#### Turkish Engine Center (TEC)
Das Turkish Engine Center wurde 2009 als Joint Venture mit dem weltweit führenden Triebwerkshersteller Pratt&Whitney und der Turkish Technic gegründet. Zusammen mit den anderen beiden Tochtergesellschaften teilt sich das TEC mit den 200 Mitarbeitern den Standort HABOM mit ihnen. Nachdem TEC im Januar 2010 den Betrieb aufgenommen hatte, war Turkish Airlines der einzige Kunde. Das TEC erbringt Wartungs-, Reparatur- und Revisionsservices für CFM56-3/5C/7B Flugmotoren der V2500-A5-Serie. Die jährliche Wartungskapazität von TEC beträgt 300 Motoren.

#### Turkish Seats Industries (TSI)
TSI Uçak Koltuk Üretimi San ve Tic. A.Ş. (TSI Aviation Seats Industry and Trade Co. Inc.) wurde als Joint Venture der Kibar Holding, Turkish Airlines und Turkish Technic gegründet. TSI produziert Flugzeugsitze für die A320, A330, B737 und B777 Flugzeuge. Zudem fertigt TSI Flugsitz-Ersatzteile und erbringt Wartungsdienstleistungen im Rahmen ihres 145er-Zertifikats. Das Unternehmen hat zwei Standorte: Istanbul und Utah.